# Gran Premi d'Espanya del 1973
Resultats del Gran Premi d'Espanya de Fórmula 1 de la temporada 1973 disputat al circuit de Montjuïc el 29 d'abril del 1973.

## Classificació
| Pos | No | Pilot                | Equip               | Voltes | Temps/ Retirada   | Pos. de sortida | Punts |
| --- | -- | -------------------- | ------------------- | ------ | ----------------- | --------------- | ----- |
| 1   | 1  | Emerson Fittipaldi   | Lotus - Ford        | 75     | 1h 48' 19. 3      | 7               | 9     |
| 2   | 4  | François Cevert      | Tyrrell - Ford      | 75     | + 42.7 s          | 3               | 6     |
| 3   | 20 | George Follmer       | Shadow - Ford       | 75     | + 1' 13.1 min.    | 14              | 4     |
| 4   | 6  | Peter Revson         | McLaren - Ford      | 74     | + 1 Volta         | 5               | 3     |
| 5   | 15 | Jean-Pierre Beltoise | BRM                 | 74     | + 1 Volta         | 10              | 2     |
| 6   | 5  | Denny Hulme          | McLaren - Ford      | 74     | + 1 Volta         | 2               | 1     |
| 7   | 12 | Mike Beuttler        | March - Ford        | 74     | + 1 Volta         | 19              |       |
| 8   | 11 | Henri Pescarolo      | March - Ford        | 73     | + 2 Voltes        | 18              |       |
| 9   | 14 | Clay Regazzoni       | BRM                 | 69     | + 6 Voltes        | 8               |       |
| 10  | 17 | Wilson Fittipaldi    | Brabham - Ford      | 69     | + 6 Voltes        | 12              |       |
| 11  | 24 | Nanni Galli          | Iso Marlboro - Ford | 69     | + 6 Voltes        | 20              |       |
| 12  | 7  | Jacky Ickx           | Ferrari             | 69     | + 6 Voltes        | 6               |       |
| Ret | 18 | Carlos Reutemann     | Brabham - Ford      | 66     | Paliers           | 15              |       |
| Ret | 23 | Howden Ganley        | Iso Marlboro - Ford | 63     | Sense combustible | 21              |       |
| Ret | 2  | Ronnie Peterson      | Lotus - Ford        | 56     | Caixa canvi       | 1               |       |
| Ret | 3  | Jackie Stewart       | Tyrrell - Ford      | 47     | Frens             | 4               |       |
| Ret | 16 | Niki Lauda           | BRM                 | 28     | Neumàtics         | 11              |       |
| Ret | 25 | Graham Hill          | Shadow - Ford       | 27     | Frens             | 22              |       |
| Ret | 9  | Mike Hailwood        | Surtees - Ford      | 25     | Pèrdua d'oli      | 9               |       |
| Ret | 19 | Jackie Oliver        | Shadow - Ford       | 23     | Motor             | 13              |       |
| Ret | 21 | Andrea de Adamich    | Brabham - Ford      | 17     | Rodes             | 17              |       |
| Ret | 10 | Carlos Pace          | Surtees-Ford        | 13     | Paliers           | 16              |       |

## Altres
- Pole: Ronnie Peterson 1' 21. 8

- Volta ràpida: Ronnie Peterson 1' 23. 8 (a la volta 13)